# Jay Vine
Jay Vine (født 16. november 1995 i Townsville) er en cykelrytter fra Australien, der kører for UAE Team Emirates XRG.